# Eddie Pollack
Eddie Pollack o Pollock (Nova Orleans (Louisiana), 9 de maig de 1900 - Chicago (Illinois), 20 d'abril, 1994) va ser un saxofonista nord-americà de jazz.
Pollack va aprendre saxofon d'Erskine Tate, amb qui també va tocar en la meitat de la dècada de 1920. Va ser fix en moltes bandes de Chicago en la dècada de 1920 i a principis de 1930, i tocà amb Detroit Shannon, Jimmie Noone i Carl White. Moltes de les bandes en les quals va tocar mai van ser enregistrades, tot i que apareix en un enregistrament amb Ma Rainey i Al Jolson. Va dirigir diverses bandes en l'àrea de Chicago en la dècada de 1940.

## Biografia
Els estudiosos semblen tenir un dilema sobre si el cognom d'aquest artista culmina amb una "manca" o un "bloqueig", però Eddie Pollack, Edward Pollock o qualsevol variació d'aquests es va sentir fort i fort als bars clandestins i discoteques de Windy City dels anys vint. Aquest intèrpret de canyes va recolzar tant Ma Rainey com Al Jolson, però també va actuar com a cantant. Va ser l'il·lustre Erskine Tate qui li va ensenyar el saxo, que segons relats històrics va tocar per primera vegada professionalment en un local de begudes il·legals a Robins, IL, cap a l'estiu de 1925.
Més tard aquell mateix any, Pollack va començar a tocar a la banda de Detroit Shannon; en la dècada següent va fer sonar les trompes en una àmplia gamma de conjunts de jazz de Chicago, alguns dels quals, com el grup de Jimmie Noone, van deixar enrere documentació gravada. Una proesa nacional de la tempesta amb el líder de la banda Carl White és, de fet, un dels pocs casos en què Pollack no tenia el llac Michigan sobre l'espatlla. Als anys 40 semblava menys interessat en l'acció de sideman, liderant els seus propis grups per als quals va acceptar l'estatus de banda de la casaa. Aleshores va acabar la seva carrera musical, el pes pesat del jazz de Chicago es va convertir en el tipus d'individu de què es parla en una de les cançons del coronel Bruce Hampton profetitza: "Si hagués de fer-ho, m'aniria a la propietat immobiliària".

## Aclariment
Hi ha una versió no referenciada en que es diu que Pollack va morir l'any 1955; i una altra referenciada que posa la data de la seva mort l'any 1994 amb 94 de edat.